# Ilse Hoffmeister
Anne Johanne Emma Ilse Hoffmeister (* 28. März 1892 in Löderburg; † 18. August 1968 in Magdeburg) war eine deutsche Kunstgewerbelehrerin.

## Leben und Wirken
Ilse Hoffmeister erhielt im Jahr 1914 die Lehrbefähigung als Gewerbelehrerin für Kunsthandarbeiten an Fach- und Berufsschulen. Von 1915 bis 1921 war sie Lehrerin am Technischen Seminar in Hagen. 1918 saß sie im Bürgerausschuss in Hagen, im Jahr darauf kandidierte sie für die Verfassunggebende Preußische Landesversammlung, wurde jedoch nicht gewählt. Sie gründete eine Ortsgruppe unter dem Namen Verbandes für Frauenkleidung und Frauenkultur in Hagen. Sie unterrichtete ein Jahr lang als Seminarleiterin am Pestalozzi-Fröbel-Haus in Berlin. Von 1922 bis 1932 war sie Lehrerin am Technischen Seminar der Städtischen Haushaltungs-Gewerbeschule in Magdeburg. Sie war Vorsitzende des Verbandes für Frauenkleidung und Frauenkultur und des Verbandes der Berufs- und Fachschullehrerinnen innerhalb des Allgemeinen Deutschen Lehrerinnenvereins. Sie veranstaltete Bildungskurse.
Hoffmeister war Direktorin der Städtischen Haushaltungs- und Gewerbeschule und der gewerblichen Frauenberufsschule in Magdeburg in den Jahren von 1932 bis 1933. 1934 wurde sie auf eigenen Wunsch in den Ruhestand versetzt, nachdem sie im Oktober 1933 beurlaubt worden war. 1945 nahm ihre berufliche Karriere als Regierungs- und Gewerbeschulrätin des Dezernats für Berufs- und Fachschulen in die Bezirksverwaltung Magdeburg wieder auf und in den Jahren von 1947 bis 1950 war sie städtische Berufs- und Fachschulrätin. Von 1950 bis 1952 war sie hauptamtlich als Studienleiterin für den Lehrgangs für Berufsschullehrer in Magdeburg verantwortlich.